# 홍일동
홍일동(洪逸童, 1412년(?) ∼ 1464년 3월 13일)은 조선 전기의 문신으로 본관은 남양이고, 자(字)는 일휴(日休), 호는 마천(麻川)이다.
1464년(세조 10) 행상호군(行上護軍)되고 선위사(宣慰使)에 임명되어 홍주(洪州)에 갔다가 과음으로 죽었다. 그는 사부(詞賦)를 잘 짓고 술을 즐겨 마셨다고 한다. 딸은 성종 후궁 숙의 홍씨이다. 남양 홍씨 족보를 최초로 정리한 인물이다.

## 생애

### 생애 초반
1412년(?)(태종 12) 경기도(京畿道) 적성(積城)에서 아버지 경성절제사(鏡城節制使) 홍상직(洪尙直)과 어머니 남평 문씨(南平 文氏)사이에서 둘째 아들로 태어났다.
조부는 봉익대부(奉翊大夫) 밀직 부사(密直副使) 홍징(洪徵)으로 1388년(우왕 14) 무진년 정월에 일어난 무진피화(戊辰被禍) 때 염흥방의 매부로 연좌되어 처자식과 같이 몰살당했다. 형은 홍귀동(洪貴童)이다. 일설에 그보다 30년 정도 나이 차이나는 이복 동생 홍길동이 있다고 한다. 홍길동은 연산군 때 활동하던 인물이다.

### 관료 생활
1442년(세종 24) 한학훈도(漢學訓導)로 재직 중 친시문과(親試文科)에 급제하여 돈녕부부승(敦寧府副丞)이 되었다. 그러나 강이관(講肄官)으로서 여러 해에 걸쳐 한어(漢語) 강습에 전력을 하지 않았다는 이유로 사헌부의 탄핵을 받아 장(杖) 80의 형을 치르고 파직되었다.
그 뒤 1450년문종(즉위년) 사간원 우정언(右正言)이 되고, 1453년(단종 1) 봉직대부(奉直大夫) 선공판관(繕工判官)을 거쳐 8월에 개천군사(价川郡事)가 되었으며, 다음해 좌헌납(左獻納)이 되었다.
1455년(세조 원년) 주부(注簿)로 재직 중 계유정난 때 세조 찬위를 도운 공로로 원종공신(原從功臣) 2등에 녹훈 책록되었다. 이후 승문원 교리(承文院校理)에 이르렀다.
1457년(세조 3) 2월 사은사압물(謝恩史押物)인 부지승문원사(副知承文院事)가 되어 중시(重試)에 급제하였으나, 이는 어명(御命)을 받고 북경(北京)으로 가던중 중로(中路)에서 마음대로 돌아와 몰래 시험을 치러 합격한 것이며, 또 이를 아뢰지 않고 돌아가고, 이후 과거에 합격하여 왕이 명소(命召) 하였는데도 오지 않았으니, 불경(不敬)이 너무 심하고, 또 노모(老母)가 집에 계신데도 먼 길 가기를 사양하지 않았으므로, 충(忠)과 효(孝)에 모두 어그러짐이니 임용(任用)은 마땅하지 않으니 파직(罷職)하여 내쫓아서 선비의 기풍을 권려(勸勵)해야된다고 사헌부 장령(掌令) 송문림(宋文琳) 및 지평(持平) 김기(金琦)가 아뢰니, 작은 과실(過失) 때문에 서용(敍用)하지 않은 것은 타당하지 않다며 불윤하였다.
1458년(세조 4) 전농판관(典農判官), 1460년(세조 6) 첨지중추원사(僉知中樞院事)를 거쳐 가선대부(嘉善大夫) 인순부윤(仁順府尹)으로 승진되었다.

### 생애 후반
1460년(세조 6) 9월 함길도선위사(咸吉道宣慰使)로 함길도 도체찰사(咸吉道都體察使) 신숙주(申叔舟)에게 전달할 어찰(御札)을 가지고 함길도에 갔다왔으며, 1461년(세조 7) 호조참판(戶曹參判)으로 하성절(賀聖節)및 천추사(千秋使)가 되어 명나라에 다녀왔으며, 다음해 1462년(세조 8) 인순부윤(仁順府尹)으로 하정사(賀正使)가 되어 다시 명나라를 다녀왔다. 1463년(세조 9) 행대호군(行大護軍)의 직책으로 시연(侍宴)에 참석하고, 이후 행상호군(行上護軍)에 올랐다.
평소 술을 잘 마시었는데, 취하면 풀피리를 만들어 즐겨 불었다고 한다. 행상호군(行上護軍)되고, 1464년(세조 10) 3월 세조가 종재(宗宰)들을 모시고 명승지를 유람시키라는 선위사(宣慰使)에 임명하자, 안색에 기쁨을 나타내며 임금이 내린 술 선온(宣醞)을 가지고 홍주(洪州)에 가서 여러 종재(宗宰)가 돌아오는 것을 만나 선위례(宣慰禮)를 행하면서 마음껏 마시고 취(醉)하여 과음으로 3월 13일 졸(卒)하였다. 향년 53세이다.

### 사후
묘를 충청도 홍주(洪州)에 썼다가, 이후 경기도 과천군 괴곡(槐谷) 해좌로 옮겨 부인과 합폄하였다가, 뒤에 강원도 춘천군 서면 방동1리 당산(唐山) 경좌로 이장하였다.

## 저서
- 《마천집 (麻川集)》

## 평가
- 그는 성품이 호방하고 위용이 범상치 않은 큰 재목(材木)으로, 사소한 예절에 구애하지 않고, 평생에 더러운 물건을 싫어하지 아니하였고 나쁜 옷을 부끄러워하지 아니하였다. 시(詩) 짓기를 좋아하였으며, 여러 번 과제(科第)에 합격하였다. 또 술을 잘 마시어 두어 말까지 마시었으며, 대식가로도 유명하였다.

- 서거정(徐居正)은 1487년(성종 18) 간행된 《필원잡기》(筆苑雜記) 초간본에 “그는 일찍이 진관사(津寬寺)로 놀러갔을 때 떡 한 그릇, 국수 세 사발, 밥 세 그릇, 두부국 아홉 그릇을 먹었고 산 밑에 이르러 또 삶은 닭 두 마리, 생선국 세 그릇, 어회 한 쟁반, 술 40여 잔을 비워더니 세조가 듣고 장하게 여겼다. 그러나 보통 때에는 밥을 먹지 않고 쌀가루와 독한 술을 먹을 뿐이었다.” 라고 기록하고 있다.

- 그의 이복 동생 홍길동은 당상관을 자처하면서 실제로 당상관인 형 홍일동의 관복을 입고 도적질을 했다.

## 시
효팔음체기강중(傚八音體寄剛中)-홍일동(洪逸童)
팔음체를 모방하여 강중에게-홍일동(洪逸童)
金多令人貴(금다령인귀) / 금은 사람을 귀하게 하지만
無詩令人俗(무시령인속) / 시가 없으면 사람을 속되게 만든다.
石頑固不害(석완고불해) / 돌은 둔하여 원래 해를 입지 않으나
桂香終見伐(계향종견벌) / 계수나무는 향기로워 마침내 벌목된다.
絲染不須悲(사염불수비) / 실이 물든다고 슬퍼할 것 없고
岐多何必泣(기다하필읍) / 갈림길 많다고 어찌 반드시 울어야 하는가.
竹看君子操(죽간군자조) / 대나무에서 군자의 지조를 볼 수 있고
松愛歲寒骨(송애세한골) / 솔은 추운 때의 몰골이 사랑스럽도다.
匏飮信可樂(포음신가악) / 바가지로 마시는 것이 참으로 즐겁고
蝸室聊自適(와실료자적) / 달팽이 같은 작은 집이 그런대로 편안하다
土床冬暖足(토상동난족) / 온돌은 겨울에 발을 덥히고
蓽牖夏散髮(필유하산발) / 싸리나무 창은 여름에 머리를 흩뜨린다.
革帶任男頑(혁대임남완) / 가죽 띠는 아들 어리석음에 맡기고
藍衣置妾惡(람의치첩악) / 남색 옷은 첩이 싫어하는 그대로 내버려둔다.
草木與同腐(초목여동부) / 초목과 함께 썩고 마는데
一生何役役(일생하역역) / 일생이 어찌 그리도 분주하고 바쁜가.

## 가계
- 고조부 : 홍융(洪戎), 삼사사(三司使)
- 고조모 : 통의군부인(通義郡夫人) 나주 나씨 - 지밀직사사(知密直司事) 나유(羅裕)의 딸
- 증조부 : 홍주(洪澍. ? ~ 1342년), 삼중대광(三重大匡)
- 증조모 : 청주 한씨 - 상당부원군(上黨府院君) 한악(韓渥)의 딸
- 조부 : 홍징(洪徵. ? ~ 1388년 1월 12일), 봉익대부(奉翊大夫) 밀직 부사(密直副使)
- 조모 : 서원 염씨(1347년 ~ 1396년 7월 21일), 곡성부원군 염제신의 딸
  - 부 : 홍상직(洪尙直. ? ~ 1424년), 경성절제사(鏡城節制使)
  - 모 : 남평 문씨(南平文氏, 1377년 ~ ?)
    - 형 : 홍귀동(洪貴童), 첨지중추원사(僉知中樞院事)
      - 조카 : 홍훈(洪訓)

    - 누이 : 남양홍씨, 문화유씨 유사공(柳思恭)에게 출가
    - 부인 : 교하 노씨(交河 盧氏)
    - 부인 : 남평 문씨(南平 文氏)
      - 아들 : 홍효문(洪孝文)
      - 아들 : 홍효성(洪孝誠)
      - 딸 : 순천김씨 김약균(金若勻)에게 출가

    - 측실(側室)
      - 딸 : 숙의 홍씨(淑儀 洪氏), 성종의 후궁

  - 서모 : 옥영향(玉英香, 전설과 소설에서는 시비 춘섬으로 등장한다.)
    - 얼제 : 홍길동(洪吉同), 홍길동전(洪吉童傳)의 주인공 - 추정

  - 백부 : 홍상빈(洪尙濱. ? ~ 1388년), 봉교(奉敎)
  - 백부 : 홍상부(洪尙溥. ? ~ 1388년), 전법좌랑(典法佐郞)
  - 백부 : 홍상연(洪尙淵. ? ~ 1388년), 좌랑(左郞)
  - 숙부 : 홍상검(洪尙儉), 군사(郡事)
  - 숙부 : 홍상리(洪尙利), 좌랑(左郞)
  - 고모 : 서산인(瑞山人) 유원정(柳爰廷)에게 출가
  - 고모 : 창령인(昌寧人) 성부(成溥)에게 출가
  - 고모 : 하양인(河陽人) 허지신(許之信)에게 출가
  - 고모 : 연안인(延安人) 김로(金輅)에게 출가
- 외조부 : 문유질
- 진외증조부 : 염제신

## 같이 보기
- 숙의 홍씨
- 홍길동